# Syneches curvineura
Syneches curvineura är en tvåvingeart som beskrevs av Axel Leonard Melander 1927. Syneches curvineura ingår i släktet Syneches och familjen puckeldansflugor. Inga underarter finns listade i Catalogue of Life.